# Ekaterina Bachvalova
Ekaterina Aleksandrovna Bachvalova (in russo Екатерина Александровна Бахвалова?; Leningrado, 8 marzo 1972) è un'ex ostacolista e velocista russa, specializzata nei 400 metri ostacoli e nei 400 metri piani.
In carriera è stata campionessa mondiale della staffetta 4×400 metri a Siviglia 1999, pur avendo gareggiato unicamente in batteria.

## Palmarès
| Anno | Manifestazione  | Sede     | Evento   | Risultato  | Prestazione | Note                                     |
| ---- | --------------- | -------- | -------- | ---------- | ----------- | ---------------------------------------- |
| 1997 | Mondiali indoor | Parigi   | 4×400 m  | Oro        | 3'26"84     | [ 1 ]                                    |
| 1997 | Mondiali        | Atene    | 400 m hs | Semifinale | 55"02       |                                          |
| 1997 | Universiadi     | Catania  | 400 m hs | Argento    | 55"91       |                                          |
| 1997 | Universiadi     | Catania  | 4×400 m  | Oro        | 3'27"93     |                                          |
| 1998 | Europei         | Budapest | 400 m hs | Batteria   | 55"69       |                                          |
| 1998 | Europei         | Budapest | 4×400 m  | Argento    | 3'23"56     | Miglior prestazione personale stagionale |
| 1999 | Mondiali        | Siviglia | 400 m hs | Semifinale | 55"76       |                                          |
| 1999 | Mondiali        | Siviglia | 4×400 m  | Oro        | 3'21"98     | [ 1 ]                                    |
| 2002 | Europei         | Monaco   | 400 m hs | 5ª         | 56"39       |                                          |
| 2002 | Europei         | Monaco   | 4×400 m  | Argento    | 3'25"59     | [ 1 ]                                    |
| 2004 | Giochi olimpici | Atene    | 400 m hs | Semifinale | 54"98       |                                          |

## Altre competizioni internazionali
1997
- Coppa Europa di atletica leggera ( Monaco di Baviera)

1998
- Coppa Europa di atletica leggera ( San Pietroburgo)

1999
- Coppa Europa di atletica leggera ( Parigi)

2004
- Coppa Europa di atletica leggera ( Bydgoszcz)